# Federación de Servicios
La Federación de Servicios d'UGT (FeS-UGT) és una Federació de la Unió General de Treballadors que representa als treballadors i treballadores enclavats en els següents sectors: Sector Financer, Comunicació, Cultura i Arts Gràfiques, Neteja i Serveis a la societat, Seguretat Privada i Serveis Auxiliars, Assegurances i Oficines, en totes les Comunitats autònomes i províncies de l'Estat espanyol.

## Història
La FeS-UGT va iniciar la seva marxa en 1977 sota les sigles de FEBA (Federació de Banca, Borsa i Estalvi). Al febrer de 1983 es fusiona amb FETSO (Federació de Treballadors d'Assegurances, Oficines i Despatxos), formant la FEBASO (Federació de Banca, Estalvi, Assegurances i Oficines).
Paral·lelament, a principis dels 80 s'havia format la CEOV (Federació de Comunicació, Espectacles i Oficis Diversos) com a fusió de la Federació d'Activitats Diverses i la FIPAG (Federació d'Informació, Paper i Arts Gràfiques). Anys després d'aquesta fusió es va perdre el sector del Paper, que va passar a formar part de la FIA (Federació d'Indústries Afins).
CEOV i FEBASO es fusionen finalment en l'actual FES al Congrés Constituent celebrat a Barcelona l'1 d'octubre de 1993.

## Congressos
- Congrés Constituent (Barcelona, 1 d'octubre de 1993).
- I Congrés Federal Ordinari (Granada, 13, 14 i 15 de juny de 1995): Democracia, sectorialización y eficacia.
- II Congrés Federal (Madrid, 3, 4, 5 i 6 de maig de 2000): Un proyecto de todos, para todos.
- III Congrés Federal (Albacete, 16, 17, 18 i 19 de juny de 2005): Participación, rigor y compromiso.
- IV Congrés Federal (Salou, 3, 4, 5 i 6 de juny de 2009): El Sindicato para un mundo en cambio.
- V Congrés Federal (Madrid, 18 i 19 de juny de 2013): Frente al a crisis más sindicato.